# Пошта Елан (Васлуј)
Пошта Елан (рум. Poșta Elan) насеље је у Румунији у округу Васлуј у општини Вуткани. Oпштина се налази на надморској висини од 68 m.

## Становништво
Према подацима из 2002. године у насељу је живело 196 становника, од којих су сви румунске националности.